# ミゲル・アンヘル・サンチェス・ムニョス
ミチェル（Míchel）ことミゲル・アンヘル・サンチェス・ムニョス（Miguel Ángel Sánchez Muñoz、1975年10月30日 - ）は、スペイン・マドリード出身の元サッカー選手、現サッカー指導者。ポジションはミッドフィールダーだった。ジローナFCの監督を務めている。
約20年間の選手キャリアにおいて、そのほとんどをラージョ・バジェカーノで全うし、プリメーラ・ディビシオン (1部) では通算182試合25ゴールを、セグンダ・ディビシオン (2部) では169試合18ゴールを記録した。

## クラブ経歴
ミチェルはマドリードで生まれ、ラージョ・バジェカーノの下部組織で育成された。1993-94シーズン、同クラブのトップチームデビューを果たしたが、それ以降数年はリザーブチーム暮らしが続いた。
セグンダ・ディビシオンB (3部) に在籍していたUDアルメリアへの武者修行後、ラージョに復帰したミチェルはスタメンに定着。1999-00シーズンにはリーグ9位フィニッシュに貢献し、UEFAカップ出場権を獲得した。そのUEFAカップでは、ベスト16で同国のデポルティーボ・アラベスに敗れ、大会を終えている。翌シーズン、1部の舞台でミチェルはキャリア初の2桁ゴールとなる10得点を挙げた。
2003年、移籍金約3.7億円でレアル・ムルシアへ移籍した。しかし、ムルシアでのキャリアは厳しいものであった。1シーズン目にはベンチが定位置となり、チームもセグンダ・ディビシオンに降格した。ミチェルはムルシアに留まったが、2部でもレギュラーの座を掴めずにいたので2005年冬にプリメーラのマラガCFへとレンタル移籍し、ここである程度試合に使われるようになった。レンタルバック後、ムルシアでの出場機会は増えるどころか、より減少し、2006年にクラブを退団した。
2006年7月、当時3部在籍と低迷していた古巣ラージョ・バジェカーノに復帰した。初年度からチームキャプテンに任命され、見事期待に応えてラージョを2部に昇格させた。2010-11シーズンにはついに1部昇格を果たし、ラージョを本来あるべき姿に取り戻させた。2012年、現役を引退した。

## 監督経歴
2012年7月9日、現役引退後すぐにラージョ・バジェカーノの下部組織のコーチ職に就いた 。2017年2月21日、ラージョのトップチーム監督ルベン・バラハが成績不振により解任されたことで、その枠の後任にミチェルが抜擢された。最終的には2017-18シーズンを2部1位でお終え、見事セグンダ・ディビシオン優勝を果たすと共にプリメーラ昇格を決めた。指導者キャリア初の1部では序盤戦は5試合を1勝1分3敗とまずまずの結果を見せたが、第22節からリーグ戦7連敗を喫して直後の2019年3月18日、ラージョから解任を言い渡された。
2019年6月1日、セグンダ・ディビシオンに在籍していたSDウエスカの監督に就任した。ここでもウエスカをセグンダ優勝に導き自身2度目の1部昇格を果たした。しかし2020-21シーズンは共に昇格したカディスCFとエルチェCFが健闘する中、ウエスカは開幕から最下位から抜け出せず、2021年1月11日のレアル・ベティス戦に0-2で敗れた試合後に解任された。
2021年7月9日、ジローナFCの監督に就任した。

## 監督成績
2022年10月2日現在
| クラブ                 | 就任          | 退任          | 記録 | 記録 | 記録 | 記録 | 記録   |
| クラブ                 | 就任          | 退任          | 試合 | 勝   | 分   | 負   | 勝率 % |
| ---------------------- | ------------- | ------------- | ---- | ---- | ---- | ---- | ------ |
| ラージョ・バジェカーノ | 2017年2月21日 | 2019年3月18日 | 89   | 34   | 23   | 32   | 038.20 |
| SDウエスカ             | 2019年6月1日  | 2021年1月12日 | 64   | 24   | 16   | 24   | 037.50 |
| ジローナFC             | 2021年7月9日  | 現在          | 57   | 27   | 10   | 20   | 047.37 |
| 合計                   | 合計          | 合計          | 210  | 85   | 49   | 76   | 040.48 |

## タイトル

### 監督
ラージョ・バジェカーノ
- セグンダ・ディビシオン : 1回 (2017-18)

SDウエスカ
- セグンダ・ディビシオン : 1回 (2019-20)